# 라이브스테이션

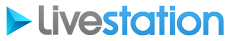

라이브스테이션(Livestation)은 데이터 네트워크를 통해 생방송 TV 및 라디오 방송을 배포하기 위한 플랫폼이었다. 이 서비스는 원래 스킨커스(Skinkers Ltd.)에서 개발되었으며 현재 라이브스테이션(Livestation Ltd.)이라는 독립 회사로 남아있다. 이 서비스는 원래 마이크로소프트 리서치에서 인수한 P2P 기술을 기반으로 했다. 2013년 6월 중순부터 7월 중순까지 기술적 문제로 인해 일부 가입자는 라이브스테이션을 사용할 수 없었다.
2016년 말, 예고 없이 서비스가 종료되었다.

## 같이 보기
- IPTV
- 인터넷 텔레비전